# Mesalina balfouri
Mesalina balfouri är en ödleart som beskrevs av  Blanford 1881. Mesalina balfouri ingår i släktet Mesalina och familjen lacertider. IUCN kategoriserar arten globalt som livskraftig. Inga underarter finns listade i Catalogue of Life.